# Wiktor Wladimirowitsch Wawilow
Wiktor Wladimirowitsch Wawilow (russisch Виктор Владимирович Вавилов; * 12. Dezember 1945 im Dorf Kirowskoje, Rajon Kirowski, Kirgisische SSR) ist ein russischer Politiker und Mitglied der Gesetzgebenden Versammlung der Oblast Wologda (Fraktion Gerechtes Russland).

## Ausbildung und beruflicher Werdegang
Wawilow trat 1963 in die Streitkräfte der UdSSR ein und wurde im Rahmen seines Militärdienstes in der Arktis, der Belorussischen SSR, der ehemaligen DDR sowie in der Stadt Wologda eingesetzt. Im Anschluss daran absolvierte er 1966 die Radio- und Militärschule in Krasnojarsk. Ab 1986 war er als Leiter der Abteilung für neue Technologie im Versorgungssystem Wologda tätig, ehe er in dieser ab 1987 als Chefingenieur fungierte. Von 1991 bis 1994 arbeitete er als Ingenieur im Schulversorgungssystem Wologda. Zudem war er ab 1995 als Geschäftsführer des Ausschusses der territorialen Selbstverwaltung für die Bezirke Bywalowo und Moschaiski in Wologda tätig. Seit Juli 2011 wirkt er als Direktor der autonomen Nichtregierungsorganisation „Zentrum für Unterstützung der Bezirke Bywalowo - Moschaiski“.

## Politische Laufbahn
Seit März 2000 ist Wawilow Abgeordneter der Gesetzgebenden Versammlung der Oblast Wologda. Nach der letzten Wahl zur Gesetzgebenden Versammlung (4. Dezember 2011) wurde er auf der anschließenden organisatorischen Sitzung am 14. Dezember 2011 zum stellvertretenden Vorsitzenden der Gesetzgebenden Versammlung gewählt.